# Kjeld Abell
Kjeld Abell fue un dramaturgo, escenógrafo y director de teatro danés nacido en Ribe el 25 de agosto de 1901 y fallecido en Copenhague el 5 de marzo de 1961. 
Considerado como uno de los dramaturgos más importantes de su país del siglo XX, durante la ocupación alemana escribió obras de teatro de propaganda política antinazi.  
En colaboración con Børge Ralov y el compositor Bernhard Christensen, fue autor de La viuda en el espejo (1934), el primer ballet moderno de Dinamarca.
Fundó junto a Kaj Munk, C. M. E. Soya y S. Borberg el teatro danés moderno recibiendo influencias de J. Giraudoux. En sus últimas obras Kjeld Abell buscó la manera de salir de la soledad angustiosa de la persona.

## Obra
- Melodien der blev væk, 1935.
- Eva aftjener sin Barnepligt, 1936.
- Anna Sophie Hedvig, 1939.
- Judith, 1940.
- Dyveke, 1940.
- Dronning gaar igen, 1943.
- Silkeborg, 1946.
- Dage paa en sky, 1947.
- Ejendommen Matr.Nr. 267, Østre Kvarter, 1948.
- Miss Plinckby's kabale, 1949.
- Vetsera blomstrer ikke for enhver, 1950.
- Den blå pekingeser, 1954.
- Andersen eller hans livs eventyr, 1955.
- Kameliadamen, 1959.
- Skriget, 1961.